# Heilige Luciaparochie (Mierlo)
De Heilige Luciaparochie is een rooms-katholieke parochie in Mierlo. De parochie is gewijd aan Lucia van Syracuse. De parochie bestaat uit het dorp Mierlo. Het naburige dorp Mierlo-Hout, dat bij de gemeente Mierlo hoorde, is na de opening van de Sint-Luciakerk in 1897 afgesplitst en verdergegaan als Sint-Luciaparochie. Deze Sint-Luciaparochie is bij een fusie opgegaan in de Parochie Heilige Damiaan.

## Kerken
De Heilige Luciakerk is de parochiekerk van Mierlo. Deze kerk is tussen 1856 en 1859 gebouwd ter vervanging van een middeleeuwse kerk. Daarnaast is er ook een veldkapel als dank voor de behouden terugkomst van Mierlose soldaten in Nederlands-Indië, de Mariakapel uit 1951.
Er was nog een kapel in Mierlo. Deze bevond zich in het voormalige klooster van Mierlo, later het bejaardenhuis Bethanië. Bij de bouw van het nieuwe Hof van Bethanië in 2010, werd de kapel gesloopt.

## Katholiek onderwijs
De Heilige Luciaparochie levert al sinds het einde van de 19e eeuw basisonderwijs in Mierlo. De eerste school was de Basisschool Lucia, genoemd naar de parochie. Deze meisjesschool werd gesticht als onderdeel van het Klooster Mierlo. In het begin van de 20e eeuw werd de openbare jongensschool overgenomen, die al snel om werd gedoopt tot Basisschool Johannes. Sinds deze overname heeft de katholieke kerk het gehele basisonderwijs in Mierlo in handen. Door de uitbreiding van het dorp, onder andere door de wijken Kerkakkers en Neerakkers, waren er meer scholen nodig. Daarom werden in de jaren zeventig de scholen Basisschool Den Boogerd en Basisschool Loeswijk opgericht.
Eind jaren tachtig wordt de eerste openbare basisschool, Basisschool 't Schrijverke, opgericht. Sindsdien is er in Mierlo keuze tussen bijzonder en openbaar basisonderwijs.